# 馬利伊夫齊
48°59′40″N 26°58′59″E / 48.99444°N 26.98306°E
馬利伊夫齊（烏克蘭語：Маліївці）是烏克蘭的村落，位於該國西部赫梅利尼茨基州，由卡緬涅茨-波多利斯基區負責管轄，面積1.62平方公里，海拔高度279米，2015年人口727，人口密度每平方公里449.9人。